# جون جيرفيس، إيرل سانت فنسنت الأول
كان المشير البحري جون جيرفيس، إيرل سانت فنسنت الأول (9 يناير 1735 – 13 مارس 1823)، الحائز على وسام الحمام وعضوية المجلس الخاص، أميرالًا في البحرية الملكية وعضوًا في برلمان المملكة المتحدة. استمر جيرفيس في عمله طوال النصف الأخير من القرن الثامن عشر وخلال القرن التاسع عشر، وكان قائدًا فاعلًا خلال حرب السنوات السبع، وحرب الاستقلال الأمريكية، والحرب الثورية الفرنسية، والحروب النابليونية. اشتهر بكونه راعي هوراشيو نيلسون وبانتصاره في معركة رأس سانت فنسنت عام 1797، التي حصل بفضلها على ألقابه. على الرغم من اكتسابه شهرة واسعة في الانضباط، لكن طاقمه حمل له مودة كبيرة، فوصفوه بجارفي العزيز.
حظي جيرفيس أيضًا بتقدير المعاصرين السياسيين والعسكريين الذين وصفوه بالمسؤول الرفيع والإصلاحي البحري. فرض سلسلة من الأوامر الدائمة والصارمة، بصفته القائد العام لقوات البحر الأبيض المتوسط بين عامي 1795 و1799، بهدف درء عمليات التمرد. طبق هذه الأوامر على كل من البحارة والضباط، سياسةٌ جعلت منه شخصية مثيرة للجدل. حمل معه نظام القيادة التأديبي عندما تولى قيادة أسطول القناة في عام 1799. استحدث عام 1801، بصفته لورد الأميرالية الأول، عددًا من الإصلاحات التي - على الرغم أنها لم تلاق شعبية في ذلك الوقت - زادت من كفاءة البحرية ومن اكتفاءها الذاتي. قدم ابتكارات شملت آلة تصنيع البكرات في ترسانة بورتسموث الملكية. اشتهر سانت فنسنت بكرمه تجاه الضباط الذين اعتبرهم جديرين بالمكافأة وبعقابه السريع والقاسي في معظم الأحيان لأولئك الذين استحقوا ذلك برأيه.
يصف سجل جيرفيس في قاموس أكسفورد للسير الوطنية بقلم بّي. كيه. كريمن مساهمته في التاريخ كالتالي: «تكمن أهميته في كونه منظم الانتصارات؛ وصانع الأساطيل ذات التجهيز الرفيع والكفاءة العالية؛ وخلال تدريبه كلية من الضباط كان محترفًا وحيويًا ومتفان في الخدمة كذاته المتفانية».

## حرب الاستقلال الأمريكية

### معركة أوشانت الأولى
عند اندلاع حرب الاستقلال الأمريكية عام 1775، كُلف جيرفيس بقيادة إتش إم إس كينت؛ وبعدما عاينتها ترسانة السفن، تبين أنها غير صالحة للخدمة. لذلك كُلف بقيادة إتش إم إس فودرويانت، السفينة التي أحضرها إلى إنجلترا كغنيمة قبل 17 عامًا.
خلال السنوات القليلة الأولى من الحرب، قدم الفرنسيون الأسلحة والتمويل والمشورة العسكرية على أساس غير رسمي ومحدود للأمة الأمريكية الناشئة حديثًا. اتسعت رقعة الحرب، مع توقيع معاهدة التحالف عام 1778 وإنشاء التحالف الفرنسي الأمريكي.
أمضى جيرفيس السنوات القليلة الأولى من الحرب يجول في دوريات عبر القناة على متن فودرويانت دون رصد أي حركة مهمة، ولكن مع وصول الحرب إلى أوروبا، وُضع جيرفيس تحت قيادة الأدميرال أوغسطس كيبل. رصد أسطول القناة، بقيادة كيبل، الأسطول الفرنسي الذي يعتزم دخول بريست في 23 يوليو. طارد الأسطول البريطاني المكون من 30 سفينة مجهزة للقتال، الأسطول الفرنسي المكون من 29 سفينة واشتبك معه في 27 يوليو فيما أصبح يُعرف باسم معركة أوشانت الأولى. كانت المعركة غير حاسمة وفي أعقاب الأحداث السياسية قدم جيرفيس دفاعًا قويًا عن الأميرال كيبل في محاكمة عسكرية للأخير، مما ساعد على ضمان تبرئته. 

### تحرير جبل طارق والاستيلاء علىبيغاس
بقي جيرفيس على متن فودرويانت الملحقة بأسطول القناة وشغل لفترة قصيرة منصب عقيد راية القيادة في سفينة الأميرال مولينو شولدهام. في عام 1780 كان جيرفيس مع الأميرال رودني عندما حرر الأسطول البريطاني جبل طارق. في عام 1781 كان مع الأميرال جورج داربي في عملية التحرير الثانية لجبل طارق.
في 19 أبريل 1780، كان جيرفيس مع صديقه القديم ورفيق سفره عندما رصدت سفينة في سرب الأميرال بارينغتون قافلة بحرية فرنسية تغادر بريست. انطلق السرب في مطاردتها ولحقت فودرويانت بالسفينة الفرنسية بيغاس ذات 74 مدفعًا. واستسلمت بيغاس بعد اشتباك دام أكثر من ساعة. أُصيب جيرفيس في الهجوم. مُنح لقب فارس الحمام لخدماته في 19 مايو 1782.
كان حاضرًا مرة أخرى لتحرير جبل طارق مع أسطول إيرل هاو عام 1782 وشارك في معركة كيب سبارتل غير الحاسمة. رُقي جيرفيس إلى رتبة عميد بحري ورفع رايته المثلثية على متن إتش إم إس سالزبوري ذات 50 مدفعًا في ديسمبر 1782، وتلقى أوامر للانتقال إلى جزر الهند الغربية. بسبب مفاوضات السلام، أُبطلت أوامره ونكّس رايته في 14 يناير 1783.

### الزواج والمنصب السياسي
خلال فترة السلام، تزوج جيرفيس من ابنة عمه مارثا، ابنة اللورد كبير القضاة السير توماس باركر. انتُخب جيرفيس أيضًا نائبًا في البرلمان عن لانستون عام 1783. بدأ جيرفيس حياته السياسية بجدية ومنح صوته لإصلاحات ويليام بيت البرلمانية وضد تشارلز جيمس فوكس ومشروع قانون شركة الهند الشرقية.
خلال انتخابات عام 1799، ترشح جيرفيس عن منطقة غريت يارموت المستقلة، حيث انتُخب عضو برلمان إلى جانب هنري بوفوي. صوّت جيرفيس بعدها ضد مشاريع قوانين الإصلاح الإضافية التي طرحها بيت، لكنه دعمه مجددًا خلال أزمة الوصاية 1788 - 1799.
في 24 سبتمبر 1787، رُفّع جيرفيس إلى رتبة لواء بحري من رتبة السرب الأزرق ورفع رايته على متن سفينة كارناتيك ذات 74 مدفعًا لعدة أشهر خلال التوترات الناجمة عن الغزو البروسي لهولندا.
في عام 1790 استُدعي جيرفيس للخدمة مرة أخرى ونقل رايته إلى السفينة برينس من الدرجة الثانية خلال أزمة مضيق نوتكا التي هددت باندلاع الحرب بين إنجلترا وإسبانيا. أيضًا في عام 1790 رُقي جيرفيس إلى لواء بحري من رتبة السرب الأبيض وتنازل عن مقعده البرلماني عن غريت يارموت وترشح بدلًا من ذلك عن مقعد تشيبينغ ويكومب، فانتُخب نائب برلمان إلى جانب إيرل ويكومب.
مع تذبذب اهتمامه بالسياسة، نادرًا ما تحدث بها، ثم اقتصر حديثه تقريبًا على شؤون البحرية. اقترح جيرفيس في عام 1792 خطة لتخفيف الضائقة المالية على البحارة المتقاعدين. سحب الاقتراح لاحقًا، بعد وعود فيكونت ميلفيل بمعالجة المسألة من قِبل مجلس الأميرالية. استقال من مقعده في عام 1794 ولم يترشح لمنصب سياسي مرة أخرى.